# Le Savant et le Chimpanzé
Le Savant et le Chimpanzé er en fransk stumfilm fra 1900 af Georges Méliès.